# Le Golf National
O Le Golf National é um campo de golfe de 18 buracos na França, perto de Paris. Projetado pelos arquitetos Hubert Chesneau e Robert Von Hagge, em colaboração com Pierre Thevenin, está localizado em Guyancourt, a sudoeste do centro de Paris.

## Instalações
A construção começou há 36 anos, em julho de 1987, e estreou três anos depois, em 5 de outubro de 1990, inaugurada por Roger Bambuck, ministro da Juventude e Esportes.
O Le Golf National tem capacidade para 80.000 espectadores. O Albatros (Albatross) é o curso principal do campeonato, par 72 com 7.331 jardas (6.703 m). Os outros cursos são o Aigle (Eagle), par 71 e 6.224 jardas (5.691 m), e o curso curto de nove buracos Oiselet (Birdie) é par 32.

## Ligação externa
- Página oficial